# District d'Ambatomainty
Le district d'Ambatomainty est un district de la région de Melaky, situé dans l'ouest de Madagascar.